# L'isola del tesoro (miniserie televisiva 1987)
L'isola del tesoro è uno sceneggiato televisivo di fantascienza del 1987 prodotto dalla Rai (con collaborazione franco-tedesca) e diretto dal regista Antonio Margheriti (con lo pseudonimo di Anthony M. Dawson), che realizzò il lavoro iniziato da Renato Castellani, scomparso prima di cominciare le riprese. La storia riprende il romanzo omonimo di Robert L. Stevenson, trasponendo l'ambientazione nel futuro e nello spazio: l'Hispaniola non è più una nave ma un'astronave e l'isola del tesoro è in realtà un "pianeta del tesoro".
Tra le più costose produzioni televisive italiane, fu il primo kolossal interamente prodotto dalla Rai e la produzione più cospicua della fantascienza italiana, cinematografica o televisiva. Tra gli interpreti principali figurano le celebrità internazionali Anthony Quinn ed Ernest Borgnine. Lo sceneggiato fu trasmesso, in cinque puntate da 100' l'una, dal 19 novembre 1987 in prima serata su Rai Due. Ne venne tratta una riduzione in film di 120' distribuita negli Stati Uniti e in altri paesi.

## Trama
Nel 2300 Gimmi Hawkins è il figlio della proprietaria di una locanda che si trova accanto alle rovine dello  Spazioporto dei Templi, nei pressi di Selinunte. Qui giunge Billy Bones, un viaggiatore spaziale che si è ammalato per avere assunto il Drek, una droga diffusa fra gli astronauti. Bones, sul punto di morire, consegna a Gimmi una mappa che riporta le indicazioni - lasciate da un pirata spaziale di nome Flint - per trovare un tesoro. Altri pirati stanno però cercando Bones e la mappa: quando questi arrivano, Gimmi si nasconde e, ottenuto un finanziamento dal Conte Ravano, compone un equipaggio per trovare il tesoro. A bordo dell'Hispaniola salgono così il Capitano Smollett, il dottor Livesey e Long John Silver. Dopo un ammutinamento, però, l'equipaggio combatte per impadronirsi del tesoro. 

## Produzione
Lo sceneggiato televisivo venne ideato già nella prima metà degli anni sessanta da Renato Castellani. Quando questi morì, nel 1985, il progetto fu affidato ad Antonio Margheriti, che aveva girato per la Rai pochi anni prima Il mondo di Yor e che già collaborava con Castellani come regista della seconda unità e direttore degli effetti speciali. Il progetto - uno dei più costosi di sempre, con un budget di 25 miliardi - venne portato a termine secondo i progetti originari. Si trattava del primo kolossal interamente prodotto dalla RAI, senza appalti a produttori privati, con l'uso di due stabilimenti e diversi teatri di posa, fra i quali i romani l'ex Dear Film e il De Laurentiis, che furono usati per realizzare l'astronave e lo spazioporto, con riprese durate due mesi. Le riprese in esterna furono realizzate a Roma, Napoli, Selinunte e Ouarzazate (Marocco), dove furono girate le scene ambientate su Ibisco.
Fu girato in lingua inglese, essendo una coproduzione internazionale.
Margheriti, regista cinematografico abituato a lavorare con budget assai più risicati e tempi strettissimi, completò le riprese (compresi i trucchi) in poco più di 30 settimane delle 50 a disposizione, malgrado la produzione fosse funestata da varie difficoltà:
(Fabio Giovannini, Danze macabre. Il cinema di Antonio Margheriti, 2004)

## Accoglienza e critica
(Fabio Giovannini, Danze macabre. Il cinema di Antonio Margheriti, 2004)
(Fantafilm)

## Distribuzione
Dallo sceneggiato è stata tratta una riduzione in film di 120 minuti che è stata distribuita negli Stati Uniti in VHS per il circuito dell'home video con il titolo di Space Island, in Argentina come La Isla del Tesoro, in Grecia come Treasure Island e in Giappone in quattro episodi da 120 minuti l'uno come Star Legend.
Il titolo inglese con cui il film fu distribuito in Europa è Treasure Island in Outer Space.
La miniserie è anche nota col titolo di Space Island (Regno Unito e Norvegia, Stati Uniti in VHS) e Der Schatz im All (Germania).
Lo sceneggiato è stato distribuito in edizione DVD (3 dischi) in inglese, tedesco e russo, in versione ridotta di circa il 25% rispetto all'originale per la televisione italiana.